# نور كيورين (أرارات)
مدينة نور كيورين (بالأرمينية:Նոր Կյուրին) (بالإنجليزية: Nor Kyurin)‏ هي إحدى المدن التابعة لمقاطعة أرارات في أرمينيا. يقدر عدد سكانها بـ 1008 نسمة حسب الإحصاء الذي جرى عام 2011.